# شیلکا (شهر)
شهر شیلکا (به روسی: Шилка) در کشور روسیه و در سرزمین زابایکالسکی واقع شده‌است.